# Odostomia sitkaensis
Odostomia sitkaensis är en snäckart som beskrevs av Clessin 1900. Odostomia sitkaensis ingår i släktet Odostomia och familjen Pyramidellidae. Inga underarter finns listade i Catalogue of Life.